# スマートロック
スマートロックとは、既存の錠をなんらかの手法により電気通信可能な状態とし、スマートフォン等の機器を用いて開閉・管理を行う機器およびシステムの総称のことである。2015年に多くの製品が国内で出荷開始となり、スマートロック元年と呼ばれることもある。スマートロックは、鍵を開閉できる期間や回数を制限することができるため、第三者に鍵を共有しても、不正利用されづらいというメリットがある。
また、2016年からはWi-Fi通信型のスマートロックや遠隔解錠可能なBLE通信型の製品にホームゲートウェイ等のオプションが発表・販売されたこと等を背景に、遠隔管理・無人管理の活用がはじまっている。スマートロックはAPI等を利用することでサードパーティーが鍵と紐付いたサービスを実現することが可能であるため、IT・IoTサービスを構成する機器の1つとなっており、欧米では予約サービス・ドアベル・ホームオートメーションの機器との連携等が始まっている。

## 概要
基本的にスマートフォンの専用アプリと、錠の開閉を行う機器で構成されている。専用アプリで開錠・施錠の指示を行い、Bluetooth Low Energy（BLE）等の通信により錠側の機器と接続、「鍵」にあたる認証情報を送信する仕組みとなっている。
スマートホームサービスの一つとして提供されることもある。

## 特徴
- 設置方式
  - 交換型
    - 既存の錠と取り替え/工事により設置するタイプ。欧米を中心に販売されており、取り付けには工具が必要であるが海外ではDIYで取り付けもケースも多い。国内では、物件オーナーの了解が要る等、賃貸住宅の入居者が導入するにあたっては課題が多い。

  - 後付型
    - 室内のサムターン部分に被せるタイプ。工事不要で粘着テープ等で貼り付けるだけのものが主流であり利便性が高い一方、サムターンが対応していない場合は利用できない。

  - 電気錠型
    - 鍵を電気的に制御する電気錠を設置する方式。セキュリティの確保をしっかりとしたい場合、パニックオープン・ビル警備連動など、オフィスに設置する場合の必須機能に対応する場合に対応。
- 通信方式
  - Bluetooth Low Energy（BLE）
    - バッテリー消費が少なく、単三乾電池4本で約1年ほど稼働する。原則として、BLEに対応する機器（iOS 7 以上 /Android 4.4 以上）による接続を行う必要がある。
    - BLEは通信ではスマートロックとスマートフォンが離れた状態で接続はできないため、一部製品では別途ホームゲートウェイ等の機器を導入することで遠隔通信に対応している。

  - Wi-Fi
    - 中継器となるゲートウェイが不要となり、スマートフォン以外からも開閉・遠隔からの管理が可能となる。デメリットとしてBLEに比べバッテリー消費が大きいと言われていたが、省電力で駆動できるテンキータイプの製品も販売されている。通信構成がシンプルとなり、ネットワークトラブルの対応がしやすい点もメリット。
- その他の機能
  - 鍵の共有
  - 遠隔操作
  - オートロック
  - 履歴の管理
  - ハンズフリー開閉

## 利用シーン
自宅利用のほか、下記状況において利便性を発揮すると考えられる。
- シェアハウス / 貸会議室[5] / コワーキングスペース[6]
- オフィス / 店舗における従業員の入退室管理・セキュリティ利用・勤怠システム連携[6][7]
- ホテルチェックイン
- 民泊・バケーションレンタル[8]
- 不動産内覧[9]
- レンタルスペース
- 自治体 公民館
- シェアオフィス、レンタルオフィス
- 駐車場[10]
- 無人店舗[11]